# Батамай (Кобяйский улус)
Батама́й (якут. Батамай) — село в Кобяйском улусе Якутии России. Входит в состав в Кировского эвенкийского национального наслега.

## География
Село находится в западной части региона, в восточной части Центрально-Якутской равнины, на правом берегу реки Харыынка, у её впадения в реку Лена, на расстоянии 90 км от села Сегян-Кюёль, административного центра наслега, и 160 км от посёлка городского типа Сангар, административного центра улуса.

### Климат
В населённом пункте, как и во всем районе, климат резко континентальный, с продолжительным зимним и коротким летним периодами. Зимой погода ясная, с низкими температурами. Устойчивые холода зимой формируются под действием обширного антициклона, охватывающего северо-восточные и центральные улусы. Средняя месячная температура воздуха в январе находится в пределах от −28 °С до −40 °С.

## История
Основан в 1930 году.
Согласно Закону Республики Саха (Якутия) от 30 ноября 2004 года N 173-З N 353-III село вошло в образованное муниципальное образование Кировский эвенский национальный наслег.

## Население
| 2002 | 2010 | 2021 |
| ---- | ---- | ---- |
| 216  | ↗233 | ↘210 |

### Национальный состав
Согласно результатам переписи 2002 года, в национальной структуре населения якуты составляли 63 %, русские — 29 % из 216 чел.

## Улицы
- ул. Метео,
- пер. Метеор,
- ул. Семёнова,
- пер. Харинский.

## Экономика
Развито животноводство (клеточное звероводство).

## Инфраструктура
В селе действуют начальная общеобразовательная школа, дом культуры, учреждения здравоохранения и торговли.
.

## Транспорт
Начало автомобильной дороги регионального значения 98К-021 «Себян» (Батамай — Сегян-Кюёль — Себян-Кюёль — Суордах — Дулгалах — автодорога 98К-009 «Верхоянье»).